# エディ・ベイリー
エドワード・フランシス・"エディ"・ベイリー（Edward Francis "Eddie" Baily, 1925年8月6日 - 2010年10月13日）は、イングランド・ロンドン・ハックニー区出身のサッカー選手。
1950 FIFAワールドカップのイングランド代表メンバー。

## 経歴
1938年、14歳の時にトッテナム・ホットスパーFCに加入。第二次世界大戦後、一度チェルシーFCと契約したが直ぐにトッテナムと再契約した。
1949年から監督に就任したアーサー・ロウの下、1949-50シーズンの2部リーグ優勝、1950-51シーズンの1部リーグ初優勝に貢献。ビル・ニコルソン、ロン・バージェス、アルフ・ラムゼイ、テッド・ディッチバーン、レン・ドゥケミンらと共に「プッシュ・アンド・ラン」と呼ばれたチームの中心選手のひとりだった。1951-52シーズンは2位でリーグ連覇を逃した。トッテナムでは通算325試合に出場し、69得点を記録した。
1956年1月、2部のポート・ヴェイルFCにクラブレコードとなる7千ポンドの移籍金で加入。同年10月にノッティンガム・フォレストFCへと7千ポンドで移籍。クラブの1部昇格と1部リーグ10位浮上に貢献した。1958年12月に2部のレイトン・オリエントFCへ移籍。現役引退までプレーした。
イングランド代表としては代表メンバー入りした1950 FIFAワールドカップのスペイン代表戦で初キャップを記録。通算9試合の出場で5ゴールを挙げた。
現役引退後は1963年からビル・ニコルソンのアシスタントコーチとしてトッテナムに復帰した。1974年にニコルソンが去るまでアシスタントとしてニコルソンを支え、タイトル獲得に貢献した。
トッテナム退団後はチェルシー、ウェストハム・ユナイテッドFCのスカウトを務めた。